# Śledziona dodatkowa

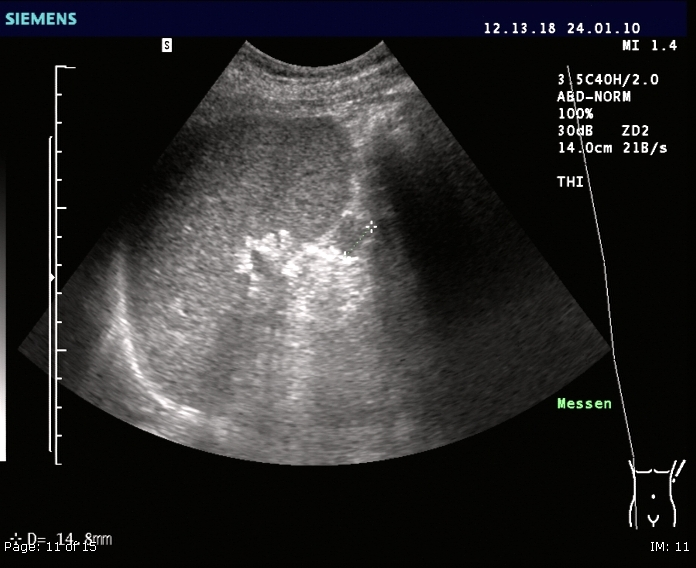
Śledziona dodatkowa widoczna w obrazie USG

Śledziony dodatkowe (ang. accessory spleen) – nieprawidłowość anatomiczna polegająca na obecności jednej lub więcej dodatkowych śledzion. Są one w zasadzie wariantem normy, jako że są bardzo częste i z reguły bezobjawowe. W badaniach autopsyjnych stwierdzano do czterdziestu śledzion dodatkowych u jednej osoby. Lokalizacja śledzion dodatkowych zwykle jest lewostronna, w pobliżu wnęki śledziony, ale także wzdłuż tętnicy śledzionowej, trzustki, w więzadłach śledzionowych, torbie sieciowej, a nawet w mosznie (połączenie śledzionowo-mosznowe), płucach i sercu. Wielkość śledzion dodatkowych wynosi od 1 do 10 cm. Śledziony dodatkowe są często wykrywane przypadkowo przy okazji badań obrazowych: TK, USG, MRI, scyntygrafii. Istotne jest ich odnalezienie podczas wykonywanej z powodu hipersplenizmu splenektomii. Dodatkowa śledziona może ulec zropieniu, może wystąpić krwotok do dodatkowej śledziony lub torbiel. 